# Kimberley Crossman
Kimberley Frances Crossman es una actriz, comediante, presentadora de televisión y escritora neozelandesa reconocida por su interpretación de Sophie McKay en la serie de televisión neozelandesa Shortland Street y por su participación en la película de 2015 Deathgasm, dirigida por Jason Lei Howden.

## Filmografía

### Cine
| Año  | Título                      | Rol         | Notas          |
| ---- | --------------------------- | ----------- | -------------- |
| 2008 | Beyond Belief               | Kerry Post  | Película corta |
| 2015 | Deathgasm                   | Medina      |                |
| 2015 | A Beginner's Guide to Snuff | Actriz #8   |                |
| 2015 | Fantasy Life                | Summer Dale |                |
| 2016 | The Sixty Yard Line         | Amy         |                |
| 2016 | Strangers In A Strange Land | Cassie      |                |
| 2017 | The New Wife                | Tiffany     |                |
| 2017 | Get You Back                | Kimmie      |                |
| 2017 | Deathgasm 2 Goremageddon    | Medina      |                |